# Tom Smith
Thomas Michael Henry (Tom) Smith (Stroud, 29 april 1981) is een Brits muzikant. Hij is de zanger, schrijver, toetsenist en gitarist van de uit Birmingham afkomstige indierockband Editors.
Toen Smith 13 was, begon hij met gitaarspelen en muziek maken. Hij heeft muziektechnologie gestudeerd aan de Universiteit van Staffordshire. Daar heeft hij ook de andere bandleden van Editors leren kennen.
Smith is in 2013 getrouwd met BBC Radio 1-presentatrice Edith Bowman. Met haar heeft hij twee zoons, Rudy (2008) en Spike (2013).
Tom Smith staat bekend om zijn expressieve gezichtsuitdrukkingen en wilde handgebaren tijdens zijn optredens.

## Discografie
- Zie discografie Editors.
- Zie discografie Smith & Burrows.